# گروه دوکا
گروه دوکا (انگلیسی: Doka GmbH) شرکت ساخت‌وساز اتریشی است، که در سال ۱۸۶۸ تأسیس شد.